# Dixit Dominus (Vivaldi)
Antonio Vivaldi compose tre versioni del Dixit Dominus («Il Signore ha detto»), il testo latino del Salmo 110. 
Tra queste si ricordano una versione in dieci movimenti per cinque solisti, doppio coro e doppia orchestra (RV 594), una versione in undici movimenti, per cinque voci, coro a cinque voci e orchestra (RV 595), e un'altra in undici movimenti per cinque solisti, coro e orchestra (RV 807), che è recentemente scoperta e prima era stata attribuita a Baldassarre Galuppi. Il Dixit Dominus RV 594 è stato considerato una delle "opere sacre più significative" di Vivaldi.

## Storia
Sono note tre versioni del Dixit Dominus, il testo latino del Salmo 110 (o 109 nella Vulgata), musicate da Vivaldi. Ciascuna consiste in un'ampia messa in musica del salmo dei vespri per cinque solisti, coro e orchestra; una di esse è stata identificata come sua opera nel 2005. Il Salmo 110 viene regolarmente eseguito nell'officio dei vespri, solitamente come salmo di apertura.  

### RV 594
È la versione del Dixit Dominus più famosa di Vivaldi (catalogata come RV 594), strutturata in dieci movimenti, otto versetti del salmo e due movimenti per la dossologia finale. È composto in re maggiore, scritto per due soprani, contralto, tenore e basso solisti, due cori SATB e due orchestre. Il primo coro (Coro I) è accompagnato da due oboi, due trombe (con timpani ), due violini, viola, organo e basso continuo, mentre il secondo coro (Coro II) è accompagnato da archi, organo e basso continuo. La durata è all'incirca di 25 minuti. 
Carus-Verlag ne ha pubblicato un'edizione critica nel 2005. 

### Musica di RV 594
I dieci movimenti sono: 
1. Dixit Dominus: Allegro, re maggiore, 4/4, doppio coro, orchestre con due organi solisti
2. Donec ponam inimicos tuos: Allegro, si minore, 4/4, doppio coro, archi
3. Virgam virtutis tuae: Andante – Allegro molto, re maggiore, 4/4, due soprani, archi
4. Tecum principium: Andante, mi minore, 3/4, contralto, archi
5. Juravit Dominus: Presto, do maggiore, 4/4, doppio coro, archi
6. Dominus a dextris tuis: Allegro, do maggiore, 4/4, tenore e basso, archi
7. Judicabit in nationibus: Largo, re minore, 4/4, doppio coro e orchestre
8. De torrente: Andante, mi minore, 4/4, soprano, archi
9. Gloria Patri: Allegro, re maggiore, 4/4, doppi cori e orchestre con due organi solisti
10. Sicut erat in principio: Allegro, re maggiore, 4/4, doppi cori, orchestre.

Il primo e il nono movimento, che aprono rispettivamente il salmo e la dossologia, presentano lo stesso tema musicale nella stessa tonalità, che genera una cornice di "splendore festoso".  Il secondo movimento raffigura la caduta dei nemici di Dio con linee musicali discendenti. Il terzo movimento, un duetto, presenta effetti di eco. Nel settimo movimento, considerato il culmine, Vivaldi si servì dei due cori nella tradizione dello stile policorale veneziano, combinandoli con elementi tratti dalla sua scrittura operistica. Il movimento finale è un magistrale pezzo complesso in polifonia basato su sei temi. 

### RV 595
Questa versione, scoperta successivamente, è stata catalogata come RV 595. Anch'essa in re maggiore, è strutturato in undici movimenti: otto versetti di salmi e tre movimenti per la dossologia. È scritto per due soprani, contralto, tenore e basso solisti, un coro che prevede anche il soprano diviso in alcuni movimenti, e un'orchestra composta da archi, due oboi, tromba e basso continuo. 
Gli undici movimenti sono: 
1. Dixit Dominus Domino meo: re maggiore, 4/4, coro, archi, oboi e tromba, basso continuo
2. Donec ponam inimicos tuos: re maggiore, 3/4, coro e orchestra
3. Virgam virtutis tuae: sol maggiore, 4/4, soprano solista, archi, basso continuo
4. Tecum principium: la minore, 3/8, due soprani solisti, due violoncelli, basso continuo
5. Juravit Dominus: mi minore/sol maggiore, 3/2, coro, archi, basso continuo
6. Dominus a dextris tuis: si minore, 4/4, soprano solista, archi, basso continuo
7. Judicabit in nationibus: re maggiore, 4/4, coro, archi, tromba, basso continuo
8. De torrente in via bibet: mi minore, 4/4, contralto solista, archi
9. Gloria Patri, et Filio: re maggiore, 3/8, contralto, tenore e basso solisti, basso continuo
10. Sicut erat in principio: re maggiore, 4/4, coro, archi, oboi e tromba, basso continuo
11. Et in saecula saeculorum: re maggiore, 3/4, coro, archi, oboi, basso continuo

### RV 807
La versione di Vivaldi catalogata come RV 807 è stata identificata come sua opera solo nel 2005, poiché prima era stata ritenuta opera di Baldassare Galuppi. Una copia manoscritta conservata presso la Biblioteca statale e universitaria sassone (Sächsische Staatsbibliothek) di Dresda è intitolata "Dixit a 4: con strumenti / del Sig: Baldasar Galuppi, detto Buranello / Fatto per l'Ospedale delli Mendicanti / 1745". Composto in re maggiore, è scritto per due soprani, un contralto e due tenori solisti, coro e un'orchestra di due fagotti, tromba, archi e basso continuo. Un recensore della sua prima incisione l'ha descritto come un capolavoro con "una retorica audace e intensamente colorata". 

## Edizioni
- Vivaldi: Dixit Dominus, RV 594, Carus-Verlag 2005